# Engelwurzwiese östlich Bad Dürrenberg
Engelwurzwiese östlich Bad Dürrenberg este o arie protejată (arie specială de conservare — SAC, sit de importanță comunitară — SCI) din Germania întinsă pe o suprafață de 1 ha, integral pe uscat.

## Localizare
Centrul sitului Engelwurzwiese östlich Bad Dürrenberg este situat la coordonatele 51°17′15″N 12°05′12″E / 51.2875°N 12.0867°E.

## Înființare
Situl Engelwurzwiese östlich Bad Dürrenberg a fost declarat sit de importanță comunitară în octombrie 2000 pentru a proteja 1 specie de plante și 3 specii de animale. Situl a fost protejat și ca arie specială de conservare în august 2013.

## Biodiversitate
Situată în ecoregiunea continentală, aria protejată conține 3 habitate naturale: Cursuri de apă de la nivel de câmpie la nivel montan, cu vegetație Ranunculion fluitantis și Callitricho-Batrachion, Liziere de ierburi înalte hidrofile de câmpie și de nivel montan până la alpin, Fânețe de joasă altitudine (Alopecurus pratensis, Sanguisorba officinalis).
La baza desemnării sitului se află mai multe specii protejate:
- plante (1): Angelica palustris
- nevertebrate (3): Coenagrion mercuriale, phengaris nausithous (Maculinea nausithous), Vertigo angustior

Pe lângă speciile protejate, pe teritoriul sitului au mai fost identificate 4 specii de plante, 1 specie de nevertebrate.